# بیهالیا (میسیسیپی)
بیهالیا (به انگلیسی: Byhalia) شهرکی در ایالت میسیسیپی کشور ایالات متحده آمریکا است که جمعیت آن در سرشماری سال ۲۰۱۰ میلادی، ۱٬۳۰۲
نفر بوده‌است.